# Asesinato de Ángel Berrueta
El asesinato de Ángel Berrueta fue un suceso ocurrido el 13 de marzo de 2004, cuando Ángel Berrueta Legaz, un tendero de 61 años del barrio de San Juan/Donibane de Pamplona, fue asesinado a tiros por el policía nacional Valeriano de la Peña y su hijo. Momentos antes, María Pilar Rubio, esposa y madre de los asesinos, discutió con Berrueta porque ella quería poner un cartel en la panadería regentada por el tendero donde exponía que los atentados del 11-M fueron obra de la banda terrorista ETA. Dos días antes, en Madrid, tuvieron lugar unos graves atentados y el gobierno español mantuvo durante varios días que la organización terrorista vasca fue la autora de los hechos. Los asesinos de Ángel Berrueta fueron condenados a prisión. Aunque la sentencia judicial reconoció la motivación política del asesinato, Berrueta no fue reconocido por el gobierno y las instituciones políticas como víctima política de este atentado.
Kontxi Sanchiz, una mujer de 58 años, murió de un ataque al corazón al día siguiente tras una carga policial en una manifestación convocada en Hernani el 14 de marzo de 2004 en protesta del asesinato de Berrueta. La muerte también provocó un debate político entre la izquierda nacionalista y los responsables de la Ertzaintza.

## Trasfondo

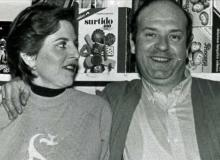
Ángel Berrueta, a la derecha.

Ángel Berrueta Legaz era el propietario de la panadería San Juan del barrio de San Juan de Pamplona. Estaba casado con Mari Carmen Mañas y era padre de cuatro hijos. Eran miembros de la organización Gurasoak de apoyo a los presos vascos, ya que tenía detenidos a dos hijos desde 1997, que acabaron siendo declarados inocentes en el correspondiente juicio. Por su parte, Valeriano de la Peña, un policía nacional, María Pilar Rubio y su hijo, Miguel José, vivían en un piso junto a la tienda de Berrueta. Había habido algunas tensiones con Berrueta, sobre todo por el conflicto en el País Vasco. La familia no compraba en su tienda.
El gobierno de España afirmó reiteradamente que los atentados del 11 de marzo de 2004 en Madrid fueron llevados a cabo por ETA, a través de representantes del partido gobernante Partido Popular, aunque en ese momento no había pruebas claras que les avalaran y después se demostró que se trataba de un atentado yihadista. Tres días después, la opinión principal sería que se trató de una estrategia de manipulación por parte del gobierno de España hecha para intentar ganar legitimidad ante los votantes en las elecciones generales del 14 de marzo.

## Sucesos
El 13 de marzo de 2004, dos días después de los atentados, María Pilar Rubio fue a la panadería de Ángel Berrueta con un cartel donde ponía "ETA EZ", y entró con la intención de colgar el cartel en la tienda. Aunque Berrueta se negó con respeto, la mujer intentó colocar el cartel. Empezaron a discutir y le dijo "tú eres un asesino, un etarra". Éste sacó el cartel, lo arrugó y lo echó al suelo. Berrueta había colocado un lazo negro los días anteriores por el luto de los atentados y también había cerrado un tiempo la tienda, pero para María Pilar Rubio no fue suficiente y acabó marchando de la tienda profiriendo la frase "Voy a matar a ese hijo de puta", subió a casa y comentó lo sucedido a su marido y su hijo. El padre y el hijo bajaron corriendo a la panadería. Entonces el policía Valeriano de la Peña disparó cuatro tiros a Berrueta con su pistola reglamentaria, tres de los cuales impactaron al panadero, y el hijo de 19 años le asestó una puñalada en el hígado. El padre subió a su domicilio y llamó a la policía para denunciar los hechos, dejando a Berrueta herido grave en la tienda. Fue trasladado al hospital y murió en pocos minutos.
Sólo Valeriano de la Peña fue detenido inicialmente por la policía, pero por la noche también el hijo fue arrestado. En torno a la tienda de Berrueta empezó a congregarse gente por la tarde en solidaridad con él, en un ambiente tenso, con la policía vigilando la tienda. Por último, la policía se dispersó y la concentración de gente también se disolvió. Los hechos se repitieron posteriormente en el tanatorio donde ocurrió el velatorio de Berrueta, con la policía utilizando porras y lanzando pelotas de goma. Paralelamente se produjeron protestas en diversas localidades del País Vasco.
Al día siguiente una manifestación fue convocada en Hernani a mediodía para protestar por el asesinato. La Ertzaintza detuvo la manifestación y atacó a los manifestantes. Kontxi Sanchiz, una mujer de 58 años de Hernani, y su hija empezaron a correr huyendo de la carga policial y se refugiaron en un portal. Sanchiz tropezó y cayó mal, según testigos. Un agente de policía también negó la petición de ayuda de su hija. Pocos minutos después llegaron al hospital y les informaron de que estaba muerta. Funcionarios de la Ertzaintza negaron estas versiones y afirmaron que las molestias de Sanchiz eran anteriores a la carga de la policía. La cuestión de la causa de la muerte provocó un acalorado debate en el Parlamento vasco entre la izquierda nacionalista y el consejero vasco del Interior Javier Balza.

## Juicio
El juicio tuvo lugar en junio de 2005 ante un jurado popular. Los acusados, la pareja y su hijo, intentaron justificar el asesinato. El marido declaró que su mujer le había estado calentando los ánimos. El hijo, en cambio, declaró que fue insultado por ser hijo de un policía español en la escuela cuando era pequeño. Como vecinos, afirmaron que no se llevaban bien con Berrueta y eran conscientes de su militancia política. El jurado decidió que el asesinato estaba agravado por motivos ideológicos y condenó a Valeriano de la Peña a veinte años de cárcel, para su esposa se pidieron diez años por provocar el asesinato y el hijo a quince años. A diferencia de su mujer, esposo e hijo, quedaron libres el día de los hechos y fueron encarcelados unos días después. Sin embargo, el fiscal Javier Muñoz recurrió la sentencia en el caso de Maria Pilar Rubio, que finalmente fue absuelta por el Tribunal Supremo de Justicia de Navarra en 2005 y salió de prisión sólo unos meses después. El Tribunal Supremo español confirmó en 2006 la inocencia de su mujer y las condenas de su marido e hijo. Mientras cumplía la pena de prisión, el padre y el hijo solicitaron el ⁣indulto, pero el tribunal denegó esta petición. Sin embargo, obtuvieron permiso para salir de prisión. Los condenados sólo han pagado parcialmente la indemnización y Valeriano de la Peña ha conservado su cargo de policía y cobra también su sueldo. Su hijo salió de prisión en septiembre de 2011 tras completar el tercer grado en prisión.
Javier Muñoz, entonces Fiscal Jefe del Tribunal Superior de Justicia de Navarra, y que recurrió la sentencia y consiguió la absolución de María Pilar, calificó el acto como una "pelea entre vecinos". Esto impidió que la familia de Berrueta pudiera cobrar el seguro de la panadería. Muñoz había recibido días antes la Medalla de la Policía Foral, y en 2015 fue nombrado fiscal del Tribunal Supremo.

## Consecuencias
La familia de Berrueta ha sido víctima de insultos, amenazas y agresiones a su propiedad durante varios años después del asesinato. También han denunciado el acoso a la policía nacional, a veces incluso haciendo acusaciones contra ellos.

## Memoria y reconocimiento
En recuerdo del aniversario del asesinato de Àngel Berrueta, se han realizado conmemoraciones a su favor. En 2011 se creó la plataforma Angel Gogoan en su memoria y con el objetivo de exigir justicia. En 2014, en el décimo aniversario del asesinato, tras una recogida de firmas, se presentó en el Ayuntamiento de Pamplona una moción en la que se pedía que Ángel Berrueta fuera considerado víctima política. UPN, PP y PSN votaron en contra de la moción. En ese aniversario, sus amigos y familiares colocaron una placa conmemorativa en el barrio de San Juan. La placa fue retirada por la Policía Municipal de Pamplona horas después.
En marzo de 2016, cerca del duodécimo aniversario de Berrueta, el pleno del Ayuntamiento de Pamplona consideró a Berrueta víctima de motivación política. 
El 26 de junio de 2024 el Gobierno de Navarra reconoció a Ángel Berrueta y su familia como víctimas de motivación política en base a la Ley Foral 16/2019. 
El 11 de noviembre de 2024, el alcalde de Pamplona, Joseba Asiron, acompañado de los familiares de Berrueta y de la consejera de Memoria y Convivencia, Acción Exterior y Euskera del Gobierno de Navarra, Ana Ollo, colocó una placa en memoria de Berrueta delante del establecimiento en el que se encontraba la panadería que regentaba y en la que fue asesinado.En la placa se puede leer, en euskera y castellano:  “Aquí fue asesinado por un funcionario de policía Ángel Berrueta Legaz, en un contexto de motivación política el día 13 de marzo de 2004. Verdad, Memoria, Dignidad y Justicia”.